# SM U-99
SM U-99 – niemiecki okręt podwodny typu U-57 zbudowany 1915-1917 w AG Weser w Bremie. Wodowany 27 stycznia 1917, wszedł do służby w Cesarskiej Marynarce Wojennej 28 marca 1917, a jego dowódcą został kapitan Max Eltester. 7 czerwca 1917 został przydzielony do II Flotylli, w której służył przez miesiąc.
W czasie patrolu na Morzu Północnym 7 lipca 1917 brytyjski okręt podwodny HMS J2 storpedował i zatopił pomiędzy Orkadami a wybrzeżem Norwegii U-99, którego cała załoga poniosła śmierć.